# 2010 TK7
2010 TK7 é o primeiro asteroide troiano da Terra conhecido. Tem um diâmetro de cerca de 300 metros. Foi descoberto em outubro de 2010 pela equipe de astrônomos NEOWISE usando o telescópio Wide-field Infrared Survey Explorer (WISE) da NASA e sua natureza troiana foi publicada em julho de 2011.
O troiano é um pequeno asteriode que tem orbita em torno do Sol semelhante à da Terra junto a esta e orbitando nos pontos de Lagrange L4 e L5.